# Euspondylus auyanensis
Euspondylus auyanensis là một loài thằn lằn trong họ Gymnophthalmidae. Loài này được Myers, Rivas & Jadin mô tả khoa học đầu tiên năm 2009.